# Чемпионат СССР по самбо 1980
34-й Чемпионат СССР по самбо проходил в городе Фрунзе с 17 по 20 июня 1980 года. В соревнованиях участвовало 319 спортсменов.

## Медалисты
| Весовая категория              | Золото                                        | Серебро                                     | Бронза                                                                                |
| ------------------------------ | --------------------------------------------- | ------------------------------------------- | ------------------------------------------------------------------------------------- |
| Наилегчайший вес (до 48 кг)    | Дмитрий Самощук «Динамо» (Таллин)             | Нурислам Халиуллин «Динамо» (Владивосток)   | Сосо Ростиашвили Вооружённые Силы (Тбилиси) Канат Байшулаков «Кайрат» (Джамбул)       |
| Легчайший вес (до 52 кг)       | Мухамед Халлыев Вооружённые Силы (Фрунзе)     | Е. Чуйкин «Калев» (Таллин)                  | Бобомурад Файзиев «Буревестник» (Ташкент) Алмас Мусабеков Вооружённые Силы (Алма-Ата) |
| Полулёгкий вес (до 57 кг)      | Халим Гареев «Труд» (Иркутск)                 | А. Зверев «Динамо» (Москва)                 | Виктор Астахов «Буревестник» (Москва) В. Тютерев Вооружённые Силы (Фрунзе)            |
| Лёгкий вес (до 62 кг)          | Зяки Умяров Вооружённые Силы (Горький)        | Ю. Евдокимов Вооружённые Силы (Таллин)      | Евгений Есин «Труд» (Кстово) Гарник Оганесян «Динамо» (Ереван)                        |
| 1-й полусредний вес (до 68 кг) | Александр Королёв «Труд» (Владимир)           | Михаил Левицкий «Динамо» (Львов)            | Владимир Паньшин «Динамо» (Ленинград) Рудольф Бабоян «Буревестник» (Армавир)          |
| 2-й полусредний вес (до 74 кг) | Феликс Янкаускас «Динамо» (Каунас)            | В. Короев Вооружённые Силы (Целиноград)     | К. Фелицкий «Буревестник» (Москва) А. Звягинцев «Динамо» (Ташкент)                    |
| 1-й средний вес (до 82 кг)     | Аркадий Бузин «Буревестник» (Владивосток)     | Виталий Быченок Вооружённые Силы (Москва)   | Виталий Песняк «Динамо» (Минск) В. Зып Вооружённые Силы (Фрунзе)                      |
| 2-й средний вес (до 90 кг)     | Александр Пушница «Динамо» (Омск)             | Виктор Чингин «Труд» (Ленинград)            | А. Юнусов «Алга» (Фрунзе) Михаил Баранов Вооружённые Силы (Минск)                     |
| Полутяжёлый вес (до 100 кг)    | Геннадий Малёнкин Вооружённые Силы (Владимир) | Евгений Солодухин Вооружённые Силы (Москва) | Григорий Веричев «Динамо» (Челябинск) Антон Новик Вооружённые Силы (Минск)            |
| Тяжёлый вес (свыше 100 кг)     | Владимир Сободырев Вооружённые Силы (Андижан) | В. Погориллер «Колос» (Одесса)              | Владимир Шкалов Вооружённые Силы (Барнаул) В. Конопляник «Труд» (Свердловск)          |